# Joseph Cross
Joseph Michael Cross (Nuevo Brunswick, Nueva Jersey, 28 de mayo de 1986) es un actor estadounidense. Comenzó a trabajar como actor infantil, y protagonizó tres películas de 1998, Desperate Measures, Wide Awake y Jack Frost. Recientemente, estuvo en la película Running with Scissors, y fue coprotagonista en Untraceable, Milk y Lincoln.[cita requerida]

## Vida y carrera
Cross nació en Nueva Brunswick, Nueva Jersey, hijo de Maureen (apellido de soltera, Toumey), una agente de bienes raíces, y Michael J. Cross, que trabajaba en marketing. Tiene cuatro hermanos. Cross creció en Pelham, Nueva York y asistió a la Escuela Pelham Middle y a la Secundaria Pelham Memorial.
Como actor infantil, Cross apareció en la película de Disney, Northern Lights y en Desperate Measures, Wide Awake y X-Men the begining of the end, lanzadas en 1998. A través de 1990 y 2000, también apareció en varios programas de televisión, e interpretó a Casey Hughes en As the World Turns entre 1999 a 2004.
En 2006, Cross interpretó al joven Augusten Burroughs en Recortes de mi vida (Running with Scissors), un drama con Annette Bening y Evan Rachel Wood, y apareció en Flags of Our Fathers. 
Running with Scicssors ha sido descrito por los medios como el "papel destacado" de Cross. También estuvo en la película Untraceable, en el que interpretó a Owen Reilly, que es el asesino en la película.
En 2011, interpretó a Dany Krueger en la película Born to Race, cuya película trata de un joven estudiantil amante de los autos y adrenalina, quién se mete en problemas ilegales por participar en carreras clandestinas y su madre lo envía a convivir con su padre (veterano mecánico, retirado de las carreras).